# Валзерезино (Кремона)
Валзерезино је насеље у Италији у округу Кремона, региону Ломбардија.
Према процени из 2011. у насељу је живело 25 становника. Насеље се налази на надморској висини од 68 м.